# Septimius Severus
Lucius Septimius Severus, ook wel Septimus Severus (Leptis Magna (het huidige Al Khums, Libië), 11 april 145 – Eboracum (nu: York), 4 februari 211) was keizer van Rome van 193 tot 211. Hij staat bekend als een krachtige heerser die het intern verdeelde Romeinse rijk na een aantal burgeroorlogen onder één gezag herenigde en onder wiens heerschappij het Imperium zijn grootste omvang bereikte.
Severus werd geboren in Leptis Magna in de Romeinse provincie Africa. Als jonge man met goede connecties in de hoogste kringen doorliep hij onder het bewind van de keizers Marcus Aurelius en Commodus de gebruikelijke opeenvolging van ambten. Na de moord op keizer Pertinax in 193 tijdens het jaar van de vijf keizers greep Severus de macht. Na de zittende keizer Didius Julianus afgezet en gedood te hebben versloeg Severus achtereenvolgens zijn rivalen de tegenkeizers Pescennius Niger (in het oosten) en Clodius Albinus (in het westen). Niger werd in 194 in de slag bij Issus in Cilicië verslagen. Later dat jaar voerde Severus een korte strafcampagne buiten de oostelijke grenzen. Hij lijfde het Koninkrijk Osroene als nieuwe Romeinse provincie in. Hij zou de laatste keizer zijn die nieuwe gebieden aan het imperium toevoegde. Drie jaar later, in 197, wist Severus in Gallië zijn laatst overgebleven rivaal Clodius Albinus tijdens de slag bij Lugdunum beslissend te verslaan.
Nadat hij na het winnen van de slag bij Lugdunum ook zijn heerschappij over de westelijke provincies had gevestigd, voerde Severus nog een korte, maar succesvolle oorlog tegen het Parthische Rijk. In 197 plunderde hij hun hoofdstad Ctesiphon en breidde hij de oostelijke grens naar de Tigris uit. Verder heeft hij de Limes Arabicus in Arabia Petraea uitgebreid en versterkt. In 202 voerde hij in Africa en Mauretania campagne tegen de Garamanten; hun hoofdstad Garama werd veroverd en de Limes Tripolitanus langs de zuidelijke grens van het rijk, werd uitgebreid. Laat in zijn regering reisde hij naar Britannia, waar hij de muur van Hadrianus versterkte en de muur van Antoninus herbezette. In 208 voerde hij een invasie in Caledonië (het moderne Schotland) uit. Maar zijn ambities werden gefnuikt toen hij in het najaar van 210 door een dodelijke ziekte getroffen werd. Severus stierf in het begin van 211 in Eboracum (het huidige York). Hij werd opgevolgd door zijn zonen Caracalla en Geta. Met de opvolging van zijn zonen werd Severus de stichter van de Severische dynastie, de laatste dynastie van het Romeinse rijk voor de crisis van de derde eeuw.

## Vroege jaren

### Afkomst en opleiding

De boog van Severus in Leptis Magna.

Septimius Severus werd op 11 april 145 in Leptis Magna (in het huidige Libië) geboren. Leptis (ook wel Lepcis Magna) was de oostelijkste stad van de drie, waaraan de streek Tripolitania zijn naam te danken heeft. Septimius Severus was een zoon van Publius Septimius Geta en Fulvia Pia. Severus kwam uit een rijke, voorname familie van ridderlijke rang. Van moederskant was hij van Italiaans-Romeinse - en van vaderskant was hij van Punische of Libisch-Punische afkomst. Zijn moedertaal was vermoedelijk het Punisch, maar hij schijnt Latijn zonder Punisch accent te hebben gesproken. Severus' vader bracht zijn hele leven in Leptis Magna door en streefde voor zover men weet, geen grote politiek-militaire carrière na. Wel had hij twee neven, Publius Septimius Aper en Gaius Septimius Severus, die onder keizer Antoninus Pius als consuls dienden.
Zijn moeders voorouders waren vanuit Italia naar Africa geëmigreerd. Zij behoorden tot de gens Fulvia, een Italiaanse patriciërsfamilie die zijn oorsprong had in Tusculum. Severus had een oudere broer, Publius Septimius Geta en een jongere zuster, Septimia Octavilla. Severus' neef van moeders kant was de pretoriaanse prefect en consul Gaius Fulvius Plautianus.
Septimius Severus werd in zijn geboorteplaats Leptis Magna opgevoed, een door de Puniërs gestichte stad, waar hij werd onderwezen in het Latijn en het Grieks. Verder is er weinig bekend over het door de jonge Severus' genoten onderwijs, maar volgens Cassius Dio had Severus graag meer onderwijs genoten dan waar hij daadwerkelijk toe in de gelegenheid was geweest. Vermoedelijk kreeg Severus les in de retorica. Ter gelegenheid van het bereiken van de 17-jarige leeftijd gaf hij zijn eerste openbare toespraak.

### Openbare dienst
Rond het jaar 162 (hij was toen 17) vertrok Septimius Severus in navolging van zijn oudere broer naar Rome om in aanmerking te komen voor een publieke carrière. Op voorspraak van zijn "achteroom", Gaius Septimius Severus werd hij door keizer Marcus Aurelius toegelaten tot het "voorbereidingsklasje" om senator te worden. Het lidmaatschap van de senatoriale orde was een noodzakelijke voorwaarde voor de standaard opeenvolging van ambten die bekendstaat als de cursus honorum en om lid te mogen worden van de Romeinse senaat. Toch lijkt het erop dat Severus in het midden van jaren 160 te kampen kreeg met enkele tegenslagen. Het is waarschijnlijk dat hij als een vigintivir in Rome diende, waar hij het toezicht had op het onderhoud van de wegen in of nabij de stad, Rome, en waar hij in de rechtbank mogelijk als advocaat verscheen.
Severus liet echter het militaire tribunaat, een zeer gebruikelijke stap in de cursus honorum achterwege. Ook werd hij gedwongen om zijn quaestorschip uit te stellen totdat hij de vereiste minimumleeftijd van 25 jaar had bereikt. Dit jaar, 166, was tevens net de tijd dat Rome getroffen werd door de pest van Antoninus. Met een stilliggende carrière besloot Severus om tijdelijk naar het gezondere klimaat in Leptis Magna terug te keren. Volgens de Historia Augusta, een doorgaans onbetrouwbare bron, raakte hij in deze periode verwikkeld in een overspelaffaire, waarvoor hij voor de rechtbank werd gedaagd. De zaak zou uiteindelijk echter zijn afgewezen. Aan het eind van 169 bereikte Severus de vereiste leeftijd om quaestor te worden. Hij reisde nu terug naar Rome. Op 5 december aanvaardde hij zijn ambt en werd hij officieel in de Romeinse Senaat geïnstalleerd.

### Senator in de jaren 170/80

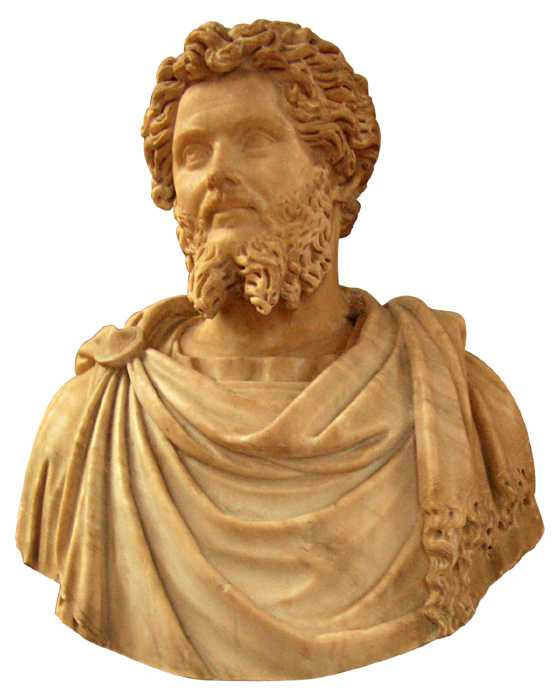
Septimus Severus in het Louvre te Parijs.

Van de activiteiten van Septimius Severus in de jaren 170 is weinig terug te vinden, dit ondanks het feit dat hij in relatief korte tijd een flink aantal posten bekleedde. De pest van Antoninus en de oorlogen aan de Donaugrens (rond 170) hadden de senatoriale gelederen behoorlijk uitgedund. Er ontstond een tekort aan bekwame mannen. Severus' carrière verliep hierdoor waarschijnlijk sneller dan zonder deze gebeurtenissen het geval was geweest. Na zijn eerste termijn als quaestor kreeg hij de opdracht een tweede termijn in Baetica (Zuid-Spanje) te dienen, maar de omstandigheden verhinderden Severus om hier gehoor aan te geven. De plotselinge dood van zijn vader noopten hem naar Leptis Magna terug te keren om daar familiezaken te regelen. Voordat hij in staat was om Africa te verlaten kreeg Zuid-Spanje te maken met een inval van Moorse stammen. De controle van de provincie Baetica werd nu overgedragen aan de keizer, opdat het leger orde op zaken kon stellen. Om de verdeling van de provincies tussen Keizer en Senaat niet te verstoren kreeg de Senaat tijdelijk de controle over de provincie Sardinia. Zo bracht Septimius Severus de rest van zijn tweede termijn als quaestor in 171 op dit eiland door.
In 173 werd Severus' bloedverwant Gaius Septimius Severus tot proconsul van de provincie Africa benoemd. De oudere Severus koos zijn achterneef als een van zijn twee legati pro praetore. Na het einde van zijn termijn, in 175 reisde Septimius Severus terug naar Rome, waar hij met de distinctie van candidatus van de keizer het ambt van tribuun van het plebs op zich nam. Deze functie behelste in de keizertijd een toezichthoudende rol op de eerlijkheid van de rechterlijke macht.
In 178 werd hij pretor. Het pretorschap was een "dure" functie, omdat van een pretor werd verwacht dat hij op eigen kosten spelen organiseerde. Door een tekort aan gladiatoren lagen de prijzen van spelen in die tijd extra hoog. Wel was het pretorschap de springplank naar belangrijkere functies. Nog voor het jaar om was verkreeg Severus zijn eerste functie in dienst van de keizer. Hij werd in Hispania Tarraconensis als legatus iuridicis benoemd, met speciale bevoegdheid voor Asturia en Callaecia.. Vermoedelijk deed hij in deze functie zijn eerste gevechtservaring als leidinggevende op.
In 180 volgde zijn benoeming tot legaat (en commandant) van de Legio IV Scythica. Dit legioen werd gezien als het meest prestigieuze van de drie Syrische legioenen. Het bevond zich meestal in de stad Zeugma aan de Syrische grens met Mesopotamië. Nadat zijn tijd in Syria na 183 voorbij was verbleef hij voor langere tijd in Athene. In 190 werd hij samen met Apuleius Rufinus en volgens de Historia Augusta op uitdrukkelijk verzoek van de keizer Commodus tot consul suffectus benoemd. Een jaar later in 191 kreeg hij het commando over de drie legioenen in de provincie Pannonia. Deze benoeming zou hem twee jaar later de machtsbasis verschaffen om het keizerschap te kunnen grijpen. Het is niet bekend of hij daar grote militaire operaties heeft uitgevoerd.

### Huwelijken

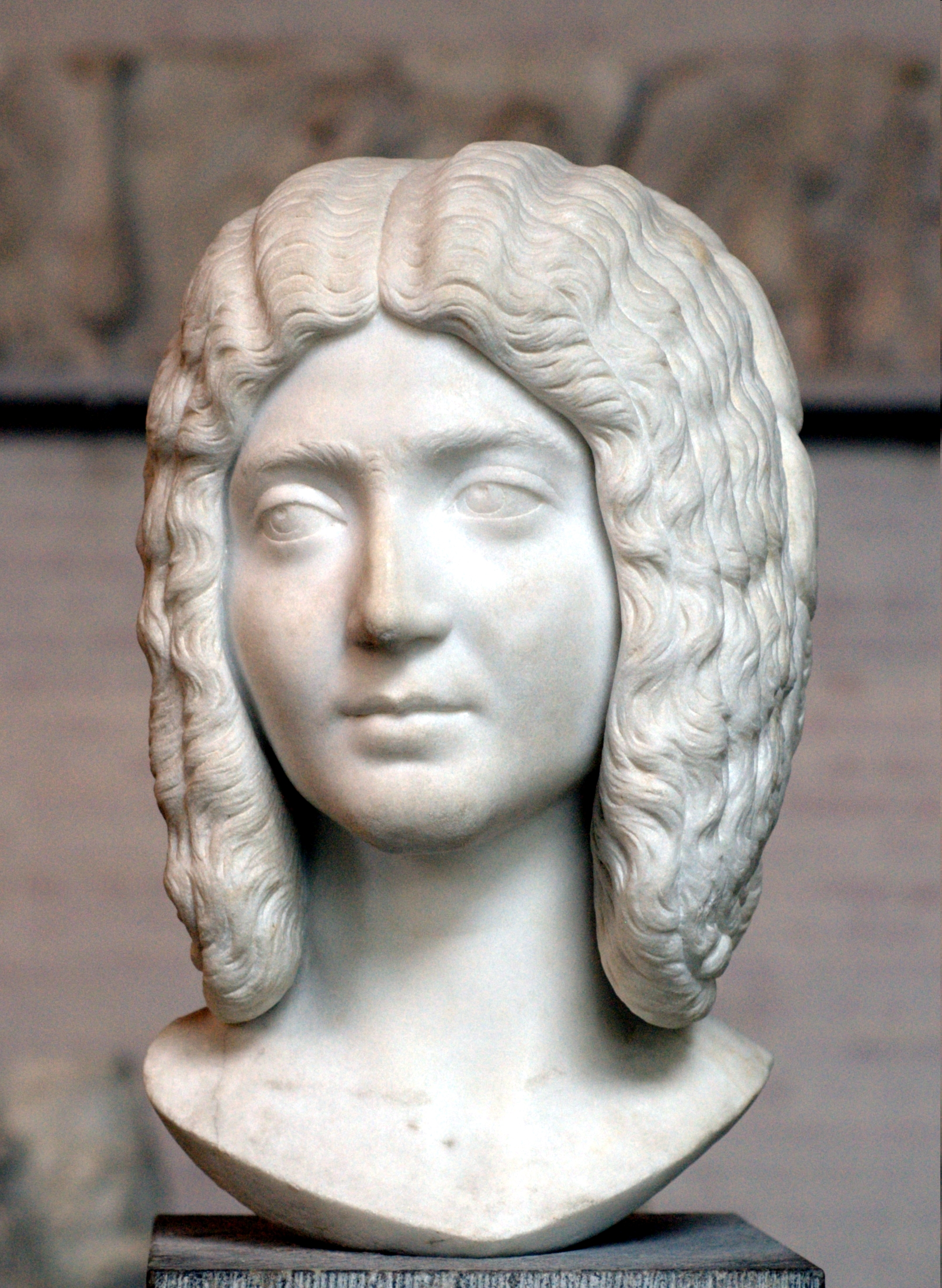
Julia Domna, Glyptothek München

Septimius Severus was reeds een jaar of dertig toen hij voor het eerst in huwelijk trad. Rond 175 trouwde hij met een vrouw uit Leptis Magna, met de naam Paccia Marciana. Het is zeer waarschijnlijk dat hij haar ontmoette tijdens zijn termijn als legaat in Africa onder zijn oom. Marciana's naam onthult dat zij van Punische of Libische afkomst was, maar verder is er vrijwel niets over haar bekend. Septimius Severus maakt zelfs geen melding van haar in zijn autobiografie, hoewel hij haar later, toen hij eenmaal keizer was, wel met beelden herdacht, Volgens de  Historia Augusta zouden Marciana en Severus twee dochters hebben gekregen, maar hun bestaan blijkt verder nergens uit. Het lijkt erop dat dit eerste huwelijk, ondanks dat het zo'n tien jaar duurde, kinderloos bleef.
Marciana stierf rond 186 een natuurlijke dood. Septimius Severus was nu in de veertig en nog steeds kinderloos. Onder tijdsdruk om te hertrouwen begon hij een onderzoek naar de horoscopen van mogelijke bruiden. De Historia Augusta vertelt dat hij hoorde van een vrouw in Syria waarvan voorspeld werd dat zij een koning zou trouwen. Daarom zou Severus haar als zijn vrouw hebben gewild. Deze vrouw, Julia Domna, was afkomstig uit Emesa. Zij was van adellijke Arabische afkomst. Haar vader, Julius Bassianus stamde uit het koninklijk huis van Samsigeramus en Sohaemus. Hij diende als hogepriester in de lokale cultus voor de zonnegod Elagabalus. Domna's oudere zus, Julia Maesa zou de grootmoeder worden van de toekomstige keizers Elagabalus en Alexander Severus.
Bassianus accepteerde Severus' huwelijksaanzoek in het begin van 187. In de zomer trouwde het paar in Gallië. Het huwelijk pakte goed uit. Severus koesterde zijn vrouw en ondersteunde haar in haar politieke doelstellingen. Julia Domna was zeer belezen en had een levendige belangstelling voor filosofie. Zo gaf ze Philostratus opdracht een biografie van de vermaarde, neopythagoreïsche filosoof Apollonius van Tyana te schrijven, die zijn licht had opgestoken bij brahmaanse wijzen in India. Samen kregen zij twee zonen, Lucius Septimius Bassianus (later bijgenaamd Caracalla, geboren op 4 april 188) en Publius Septimius Geta (geboren op 7 maart 189).

## Machtsovername (voorjaar 193 - voorjaar 197)

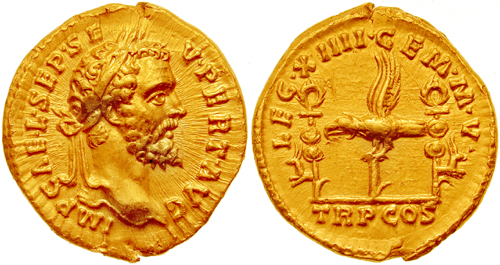
Aureus ter ere van Legio XIIII Gemina, dat Septimus Severus tot keizer uitriep

Keizer Commodus werd eind 192 niet helemaal onverwacht vermoord. Hierop werd Publius Helvius Pertinax tot keizer uitgeroepen. Pertinax werd echter bijna drie maanden later, op 28 maart 193, op zijn beurt door de pretoriaanse garde vermoord. Dit betekende het begin van de Burgeroorlog van 193-197.
In 191 had Severus van keizer Commodus het commando over de legioenen in Pannonia ontvangen. In maart 193 was hij gouverneur van Boven-Pannonia. Twaalf dagen later, op 9 april 193, werd Severus in Carnuntum door zijn eigen troepen tot keizer van Rome uitgeroepen. Hierna haastte hij zich naar Italia. Pertinax' opvolger in Rome was intussen Didius Julianus geworden. Deze had de pretoriaanse garde meer geld voor de keizerstitel geboden dan zijn concurrent. Binnen enkele weken had Severus Rome bereikt. Bij de nadering van Severus zag de Senaat de bui al hangen. Om in een goed blaadje bij Severus te komen, veroordeelden zij Julianus ter dood. Severus kon zonder militaire tegenstand bezit nemen van Rome. Julianus werd afgezet en op 2 juni geëxecuteerd. De moordenaars van Pertinax werden opgespoord en ook terechtgesteld.
Severus ging er verder toe over de weinig loyale pretoriaanse garde te ontbinden. De leden werden ontdaan van hun ceremoniële wapenuitrusting en kregen opdracht om zich niet meer binnen een straal van 100 mijl rondom Rome te vertonen, dit op straffe des doods. Severus stelde daarna een nieuwe, kleinere paleiswacht in, die hij vulde met loyale troepen uit eigen legioenen. Als tegenwicht tegen een te machtige paleiswacht vestigde hij een nieuw permanent legioen in de niet ver van Rome gelegen stad, Albanum. Deze eenheid diende tevens als centrale reserve, waar in geval van grotere oorlogen een beroep op werd gedaan.
Tegelijkertijd hadden ook troepen in het noordwesten en het oosten van het keizerrijk hun commandanten tot keizer uitgeroepen: Clodius Albinus (gouverneur van Britannia) en Pescennius Niger (gouverneur van Syrië). Severus was echter in het voordeel. Hij had de meeste legioenen tot zijn beschikking (het Donauleger) en ook bevond hij zich het dichtst bij Rome. Hij koos voor een tactiek om zijn tegenstanders een voor een uit te schakelen.

### Burgeroorlog tegen Pescennius Niger en eerste Parthische veldtocht

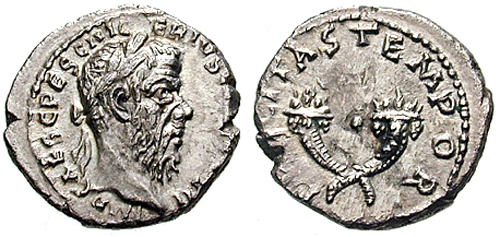
Denarius met Pescennius Niger

Severus moest nu afrekenen met de twee andere uitgeroepen keizers. Na vrede gesloten te hebben met Clodius Albinus door hem de titel Caesar aan te bieden, kon hij zich concentreren op Pescennius Niger in het oosten. Deze rivaal werd gesteund door een aan de Parthen onderhorige Mesopotamische koning. Na een bloedige strijd in Cilicia was in 194 in het oosten het gehele keizerrijk onder controle van Severus. Omdat hij de Parthische rol als inmenging in Romeinse aangelegenheden beschouwde, viel hij ook Mesopotamia (het huidige Irak) binnen, waar hij in 195 de staatjes Edessa en Nisibis annexeerde en omvormde tot een nieuwe provincie, Mesopotamië.

### Burgeroorlog tegen Clodius Albinus

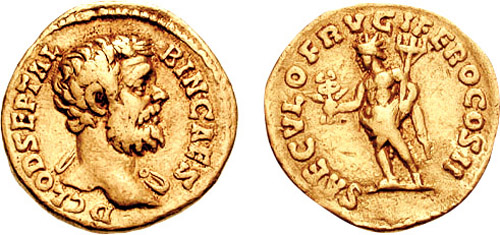
Aureus met Claudius Albinus

Toen Septimius Severus in 195 zijn oudste zoon Caracalla openlijk tot opvolger aanwees door hem tot Caesar te verheffen, werd als reactie daarop Clodius Albinus door zijn troepen in Britannia tot keizer uitgeroepen. Albinus zette vervolgens zijn troepen naar Gallië over om zijn machtsgebied te vergroten. De Senaat riep Albinus tot staatsvijand uit. Na een kort verblijf in Rome trok Severus naar het noorden om Albinus tegemoet te treden. Zijn leger beschikte over ongeveer 75.000 mensen. Het bestond voornamelijk uit legioenen uit Illyria, Moesia en Dacia. op 19 februari 197 troffen beide legers elkaar. In een van de grootste veldslagen uit de Romeinse geschiedenis wist Severus zijn rivaal Albinus in de slag bij Lugdunum te verslaan. Albinus moest vluchten en pleegde kort daarna zelfmoord. Severus had nu de volledige controle over het gehele Romeinse Rijk.

## Veldtochten als keizer

### Tweede Parthische veldtocht
Nadat Severus de staat intern had hersteld wilde hij deze ook naar buiten toe versterken. De verovering van Mesopotamië was een defensieve maatregel geweest en bedoeld om de welvarende provincie Syria meer veiligheid te bieden. In dat licht moet ook zijn tweede Partische veldtocht worden gezien.

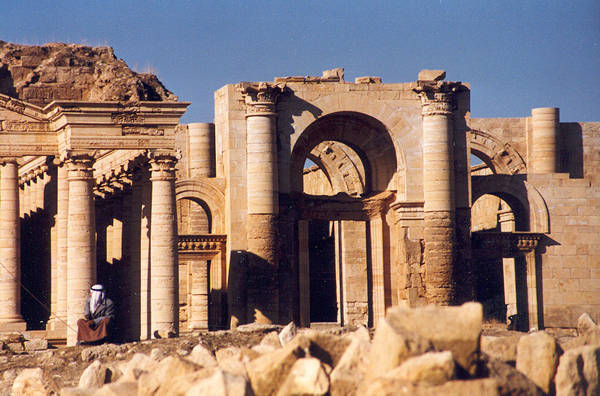
Septimus Severus kon Hatra niet innemen

In het voorjaar van 197 vertrok hij vanuit Rome naar de havenstad Brundisium. Daar scheepte hij zich in. Hij landde waarschijnlijk in de haven van Aegeae in Cilicië Vervolgens trok hij over land naar Syria. Daar verzamelde hij zijn al eerder vertrokken legers en stak de Eufraat over. Abgar IX, de koning van Osroene, maar sinds de annexatie van zijn koninkrijk als een Romeinse provincie, in wezen alleen nog heerser over Edessa gaf zijn kinderen als gijzelaars en ondersteunde Severus' expeditie door een eenheid gespecialiseerde boogschutters beschikbaar te stellen. Ongeveer tegelijkertijd zond ook koning Khosro I van Armenië gijzelaars, geld en geschenken Severus trok nu op naar Nisibis, een vestingstad die door zijn generaal Julius Laetus werd verdedigd. Daarna keerde Severus enige tijd terug naar Syrië om daar een veel ambitieuzer plan voor te bereiden.
Het jaar daarop, in 198, leidde hij een tweede, ditmaal offensief gerichte campagne tegen het Parthische Rijk, officieel als vergelding voor de steun die de Parthen aan Pescennius Niger hadden gegeven. De campagne had als doel de inname van de Parthische hoofdstad Ctesiphon. Onderweg naar het machtscentrum ondervond het Romeinse leger weinig weerstand. Zonder noemenswaardige tegenstand werd Ctesiphon ingenomen en sloegen de legioenen aan het plunderen. De stad werd leeggeroofd, alle mannen gedood en de ongeveer honderdduizend overlevende vrouwen en kinderen als slaaf verkocht. Bij deze gelegenheid werd zijn oudste zoon tot Augustus en medekeizer verheven en kreeg zijn jongste zoon de titel Caesar. De noordelijke helft van de Mesopotamië werd door het Romeinse Rijk geannexeerd. Net als Trajanus een eeuw eerder bleek Severus, zelfs na twee langdurige belegeringen, echter niet in staat om het strategisch uiterst belangrijke fort van Hatra in te nemen. Gedurende zijn tijd in het oosten liet hij de Limes Arabicus uitbreiden. In de Arabische Woestijn werden tussen Basie en Dumata nieuwe vestingwerken aangelegd.

### Verleggen van de grenzen in Africa

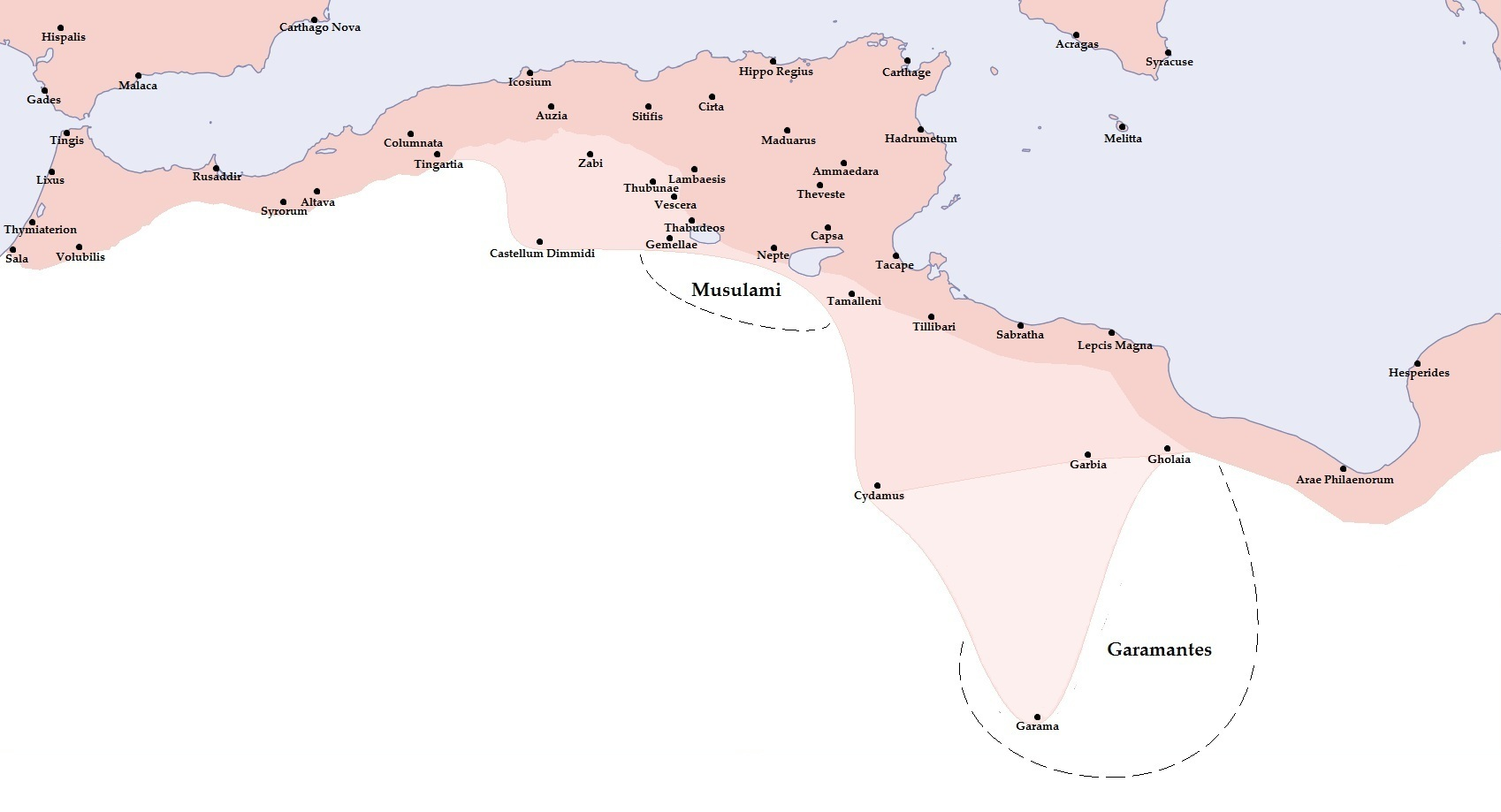
De verlegging van de Africaanse grens naar het zuiden tijdens het bewind van Severus (middelroze teint). Severus had in 203 zelfs korte tijd een militaire aanwezigheid in Garama (lichtroze teint - in de driehoek).

In het najaar van 202 lanceerde Severus een campagne in de provincie Africa. De legaat van Legio III Augusta Quintus Anicius Faustus vocht al vijf jaar tegen de Garamanten langs de Limes Tripolitanus. Daarbij had hij verschillende nederzettingen van de Garamanten, zoals Cydamus, Gholaia, Garbia en hun hoofdstad Garama - 600 kilometer ten zuiden van Leptis Magna - veroverd. In deze tijd werd ook de provincie Numidia vergroot: het Romeinse rijk annexeerde de nederzettingen van de Vescera, Castellum Dimmid, Gemellae, Thabudeos, Thubunae en Zabi Tegen 203 was de gehele grens van Romeins Africa sterk naar het zuiden verlegd en voorzien van versterkte forten. In de woestijn levende nomaden konden de regio nu niet meer veilig overvallen om vervolgens ongestoord naar de Sahara te kunnen ontsnappen.

### Poging om Caledonia te veroveren
Ook het noordwestelijk deel van het rijk had de aandacht van de keizer. In 208 reisde Severus naar Britannia met de bedoeling om Caledonia te veroveren. Moderne archeologische ontdekkingen hebben de bedoeling en omvang van zijn noordelijke campagne duidelijk gemaakt. Severus kwam waarschijnlijk naar Britannia in het gezelschap van een leger van meer dan 40.000 man. Dat aantal lijkt gerechtvaardigd omdat de legerkampen die hij tijdens zijn campagne en route liet bouwen, dat aantal kon huisvesten. Hij versterkte de muur van Hadrianus en heroverde de Southern Uplands tot aan de muur van Antoninus, die ook werd verbeterd. Severus bouwde een 165 hectare groot kamp ten zuiden van de muur van Antoninus bij Trimontium, waarschijnlijk de plaats waar hij zijn troepen verzamelde. Severus trok daarna met zijn leger over de muur naar het noorden het vijandelijk gebied in. Hij volgde daar in de voetsporen van Agricola die meer dan een eeuw eerder het hetzelfde had gedaan. Severus herbouwde veel verlaten Romeinse forten langs de oostkust, waaronder Carpow, dat ook tot 40.000 soldaten kon huisvesten.
Cassius Dio's verslag van de invasie luidt als volgt

"Severus voerde nu een invasie uit in Caledonia, aangezien hij de wens had om dit land in zijn geheel te onderwerpen. Toen zijn leger zich door het land voortbewoog, onderging het daarbij talloze ontberingen bij het kappen van bossen, het nivelleren van hoogten, het opvullen van moerassen en het overbruggen van de rivieren. Hij vocht geen strijd en kreeg de vijand geen enkele keer in slagorde opgesteld in zijn gezichtsveld. De vijand zette opzettelijk schapen en runderen in het pad van de voorste soldaten om deze door hen in beslag te laten nemen, dit opdat zij nog verder naar voren zouden worden gelokt, totdat zij totaal vermoeid waren; daarbij bezorgde het water veel leed voor de Romeinen. Wanneer zij verspreid raakten, werden zij [door de Caledoniërs] aangevallen. Wanneer zij niet meer in staat waren om te lopen, werden [de Romeinen] door hun eigen mensen gedood om zo gevangenneming door de Caledoniërs te vermijden. In totaal stierven er zo'n vijftigduizend. Severus liet zich echter niet tegenhouden totdat hij het [noordelijk] uiteinde van het eiland had bereikt. Hier observeerde hij het meest nauwkeurig de variatie van de beweging van de zon en de lengte van de dagen en de nachten in respectievelijk zomer en de winter. Nadat Severus door vrijwel het gehele vijandige land in zijn overdekte draagtent was getransporteerd (dit op grond van zijn ziekte), keerde hij, nadat hij de Britten had gedwongen om een verdrag te sluiten, waarin zij afzagen van het grootste deel van hun grondgebied, terug naar het gepacificeerde deel."

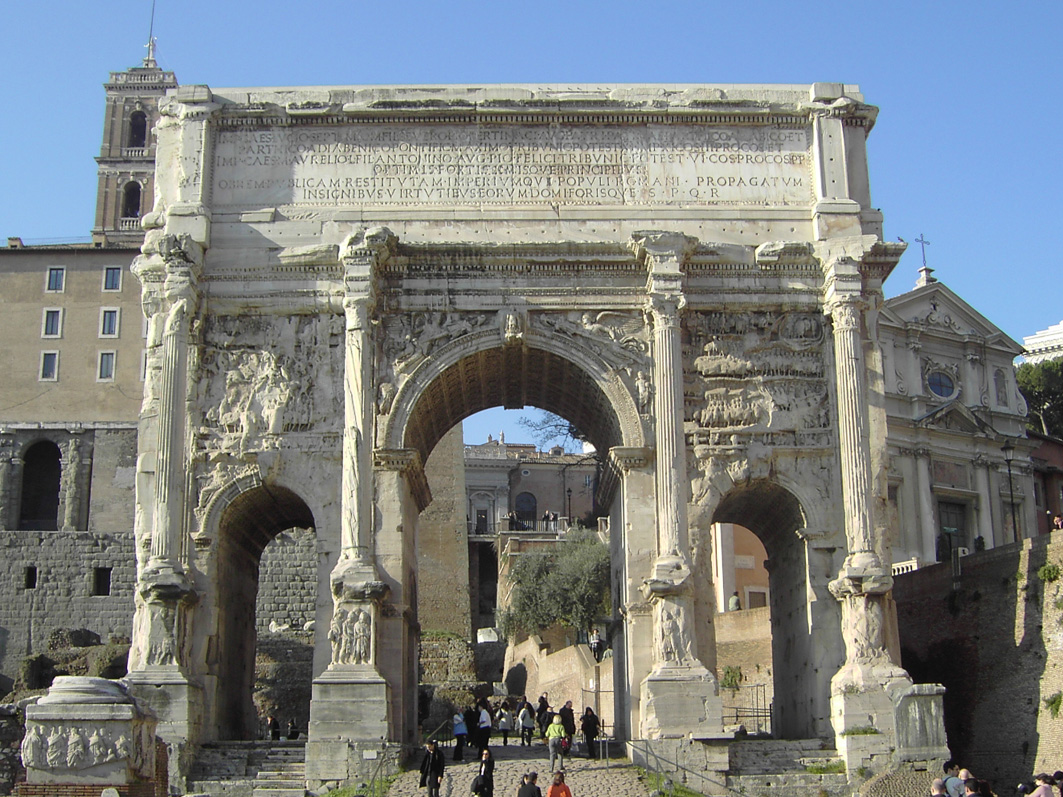
De triomfboog van Septimus Severus op het Forum Romanum

Tegen het jaar 210 had Severus' campagne, ondanks Caledonische guerrillatactieken en ogenschijnlijk een groot aantal Romeinse slachtoffers, flinke winsten geboekt. De Caledoniërs smeekten om vrede. Severus was bereid hier op in te gaan op voorwaarde dat zij afstand zouden doen van de controle over de centrale laaglanden. Het archeologische bewijs hiervoor zijn de uitgebreide Severische vestingwerken in de centrale laaglanden van Schotland. De Caledoniërs, die geen middelen van bestaan meer hadden, bevonden zich nu in een wanhopige positie. Later in 210 kwamen zij samen met de Maeatae opnieuw in opstand. Severus bereidde nu voor het volgende jaar een nieuwe langdurige campagne in Caledonië voor. Hij was nu vastbesloten om de Caledoniërs uit te roeien. Hij vertelde zijn soldaten: "Laat niemand aan complete vernietiging ontsnappen, ook niet de baby in de baarmoeder van zijn moeder."
In 209 werd ook Geta tot medekeizer benoemd. Septimius Severus stierf op 65-jarige leeftijd een natuurlijke dood op 4 februari 211 in York. Een Romeins historicus bericht dat Severus op zijn sterfbed zijn beide zoons de volgende uiterst cynische raad gaf: Vermijd tweespalt, maak de soldaten rijk en bekommer je niet om de anderen (Cassius Dio 77,15).

## Beoordeling en nalatenschap

### Militair

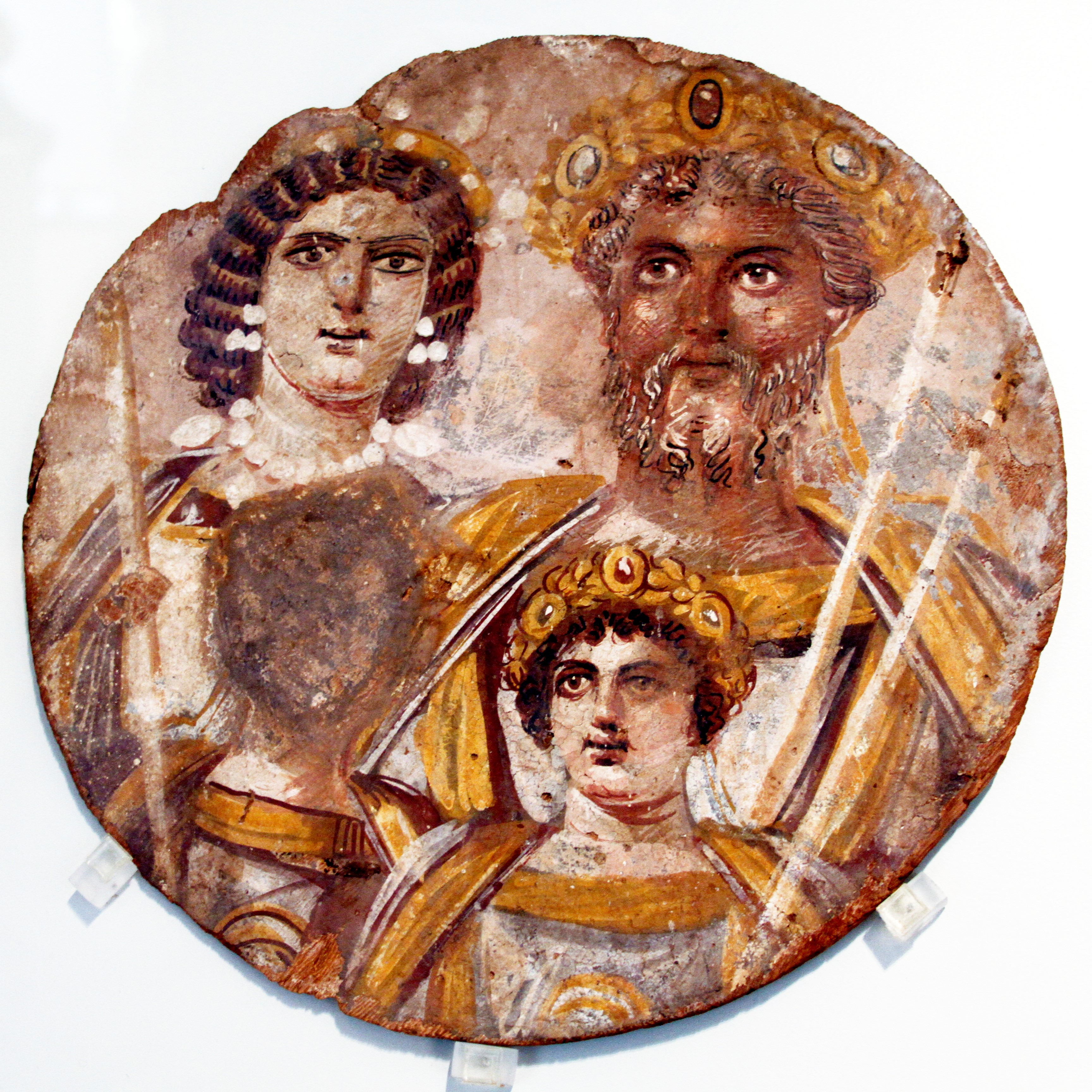
Septimus Severus met vrouw en zonen Caracalla en Geta (uitgeveegd) afgebeeld op een tondo.

Hoewel zijn militaire uitgaven moeilijk op te brengen waren, was Severus de sterke leider die Rome op het moment dat hij aan de macht kwam nodig had. Zijn uitbreiding van de Limes Tripolitanus beveiligde de provincie Africa, de agrarische basis van het rijk. Zijn overwinning op het Parthische Rijk was totaal: in het oosten ontstond een nieuwe status quo, waarbinnen de vestingsteden Nisibis en Singara aan het Romeinse Rijk toevielen.
Door een nieuw permanent legioen te stationeren in Castra Albana, een fort dicht bij Rome, sloeg hij twee vliegen in een klap. Hij brak de macht van de paleiswacht om keizers te maken en breken. Bovendien fungeerde dit legioen als een soort centrale reserve, waar in geval van grotere oorlogen een beroep op kon worden gedaan.
Tijdens zijn bewind vergrootte hij het aantal legioenen van 25/30 tot 33. Ook het aantal hulpcorpsen (numerii), waarvan veel eenheden afkomstig waren uit de oostelijke grensgebieden, werd verhoogd. De jaarwedde van een soldaat ging omhoog van 300 naar 500 denarii.

### Economie
Zijn beleid om het leger uit te breiden en beter te betalen werd door zijn tijdgenoten Dio Cassius en Herodianus bekritiseerd: in het bijzonder wezen zij op de toenemende belastingdruk (in de vorm van belastingen en diensten in natura) die de burgerbevolking moest opbrengen om het uitgebreide leger in stand te houden.
Om zijn omvangrijke militaire veldtochten te financieren devalueerde Severus de Romeinse munt aanzienlijk. Bij zijn aantreden verlaagde hij het zilvergehalte van de denarius van 81,5% naar 78,5%. Het pure zilvergewicht nam weliswaar nog toe, namelijk van 2,40 gram tot 2,46 gram (de munten werden iets zwaarder), maar het volgende jaar verlaagde hij het zilvergehalte van de denarius opnieuw dit als gevolg van zijn stijgende militaire uitgaven. Het zilvergehalte daalde nu van 78,5% tot 64,5% (het pure zilvergewicht daalde van 2,46 gram tot 1,98 gram). In 196 bracht hij de zilvergehalte en het pure zilvergewicht van de denarius nog verder terug, naar respectievelijk 54% en 1,82 gram. Severus' devaluaties van de munt waren de grootste sinds de regering van Nero. Hij deed hierdoor afbreuk aan de lange-termijnkracht van de economie. Severus sloeg echter een veel groter volume aan munten dan zijn voorgangers, waardoor hij een aantal van de negatieve effecten van deze devaluatie tenietdeed.

### Architectuur
Severus onderscheidde zich ook door zijn bouwwerken. Afgezien van de triomfboog op het Forum Romanum, die zijn volledige naam draagt, liet hij ook het Septizodium in Rome bouwen en verrijkte hij in het bijzonder zijn geboortestad Leptis Magna met een groot aantal nieuwe gebouwen, zoals de Basilica van Severus. Het grootste deel van de Domus Flavia (Flavische paleis) met uitzicht op het Circus Maximus werd tijdens zijn regering gebouwd.